# Derek Kirk Kim
Derek Kirk Kim, né en 1974 à Gumi, en Corée du Sud est un auteur de bande dessinée américain d'origine coréenne.

## Biographie
Natif de Corée du Sud, Derek Kirk Kim arrive aux États-Unis (à Pacifica en Californie) à l'âge de 8 ans. Passionné de dessin, il étudie l'Art. Il commence par publier son travail lui-même sur Internet. Sa maturité graphique et narrative lui ouvrent presque aussitôt la porte des maisons d'édition.
L'univers de Derek Kirk Kim dépeint souvent le quotidien de jeunes américains d'origine coréenne. On peut les rapprocher du Ghost World de Daniel Clowes ou encore des Optic Nerve d'Adrian Tomine et des bandes dessinées de Mark Kalesniko, mais avec un ton bien différent, moins cynique que Clowes, moins cruel que Tomine, moins désespéré que Kalesniko, Derek Kirk Kim pratique une sorte d'auto-dérision tendre.
Avec Same difference, Derek Kirk Kim a obtenu un Eisner Award (« talent méritant une plus large reconnaissance »), un Harvey Award (« meilleur jeune talent ») et un Ignatz Award (« jeune talent prometteur »). Il a été nommé pour le prix premier album au Festival d'Angoulême 2005.
Ses ouvrages sont publiés en France par l'éditeur 6 pieds sous terre.

## Publications adaptées en langue française
- Same Difference, 6 pieds sous terre, coll. « Monotrème », 2004.  (ISBN 2-910431-45-2)
- Autres histoires, 6 pieds sous terre, coll. « Lépidoptère », 2005.  (ISBN 2-910431-72-X)
- Le Sourire éternel (scénario), avec Gene Luen Yang (dessin), Dargaud, 2010.

## Récompenses
- 2002 : Prix de la fondation Xeric
- 2003 : Prix Ignatz du nouveau talent prometteur pour Same Difference and Other Stories
- 2004 : Prix Eisner spécial du talent méritant une meilleure reconnaissance
- 2004 : Prix Harvey du meilleur nouveau talent pour Same Difference and Other Stories
- 2010 : Prix Eisner de la meilleure histoire courte pour « Demande urgente », dans Le Sourire éternel (avec Gene Luen Yang)